# Фидиппид

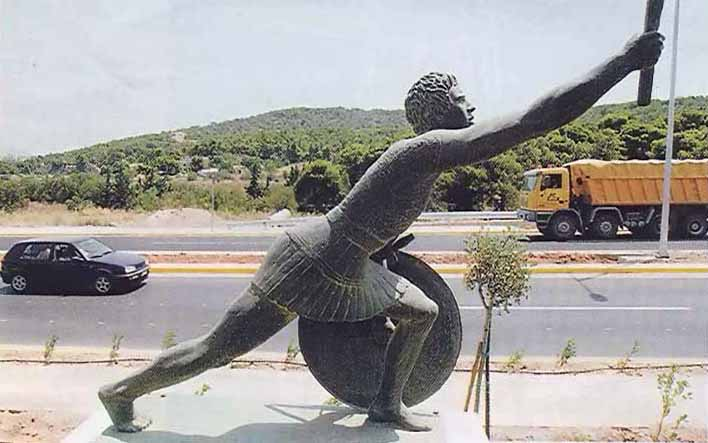
Памятник Фидиппиду на дороге в Марафон

Фидиппид (греч. Φειδιππίδης) — греческий воин, принёсший весть в Афины о победе греков над персами. (12 сентября 490 года до н. э.) и умерший тут же от изнеможения и кровопотери.

## Легенда
Как лучший бегун, незадолго до битвы Фидиппид был направлен в Спарту с просьбой прислать спартанское войско на помощь в случае поражения. Выбежав утром, он менее чем за сутки одолел бегом по горным дорогам 1240 стадиев (238 км), достигнув цели «рано на заре следующего дня», сообщает историк Геродот (ок. 484 до н. э. — ок. 425 до н. э.). Затем, не получив вразумительного ответа, бегом незамедлительно вернулся обратно. Грекам стало ясно, что помощи не будет и проигрывать битву нельзя.
Не имея достаточного времени на отдых, Фидиппид, как и все мужчины (в те времена греки воевали в строю до 60-летнего возраста), принял участие в жестокой 6-часовой битве с 10-кратно превосходящим по численности противником и сразу после победы раненый и обессиленный побежал в Афины, где женщины и дети со страхом ожидали решения своей участи.
Право принести весть о победе считалось у греков почётной наградой, достойной героев, и мужественный Фидиппид заслуженно потребовал это право. Весть в Афины несли несколько бегунов, но не привыкший проигрывать Фидиппид и в тот раз приложил все силы, чтобы быть первым. И это ему удалось. По легенде, добежав до Афин без остановок, он успел крикнуть «Радуйтесь, афиняне, мы победили!» (греч. νενικήκαμεν) и упал замертво.

## Имя
Хотя известен гонец под именем Фидиппид, Геродот и Плутарх называли героя Филиппидом.

## Современность

### Спорт

#### Марафон
Подвиг Фидиппида представлялся совершенно фантастическим для первых спортсменов-любителей современности. Когда в 1896 году в Афинах проходили первые современные Олимпийские игры, по предложению французского филолога Мишеля Бреаля в честь великого героя был устроен первый спортивный забег по легендарному маршруту между Марафоном и Афинами (40 км). Во время Олимпийских игр в Лондоне дистанция была немного увеличена до 42 км 195 м, чтобы финиш находился около королевского дворца.

#### Спартатлон
Основываясь на легенде о Фидиппиде, пять офицеров британских ВВС во главе с Джоном Фоденом отправились в 1982 году в Грецию с официальной экспедицией для проверки, возможно ли было преодолеть около 250 километров за полтора дня. Три бегуна успешно завершили дистанцию: Джон Фоден (37:37), Джон Шолтенс (34:30) и Джон Маккарти (39:00). С 1983 международный пробег Спартатлон проводится ежегодно в конце сентября на дистанции 246 километров.

##### Рекорды трассы
- (м)  Янис Курос, 20:25.00 (1984);
- (ж)  Патриция Березновская[пол.], 24:48.18 (2017)

### Культура
- В фильме Гигант Марафона[англ.] (La battaglia di Maratona, Италия, 1959) роль Фидиппида (в фильме назван Филиппидом) играл Стив Ривз.
- В фильме История марафона: Путешествие героя (1991), в котором рассказывается история марафона, роль Фидиппида сыграл Янис Курос.
  - В манге Предсмертный список зомби (2018), главные герои пробежали спартатлон. (Том 7. Глава 1.)

## Критика
- Геродот (ок. 484 до н. э. — ок. 425 до н. э.) родился через несколько лет после Битвы при Марафоне и описал её через 30 — 40 лет.